# Monte Stello
Il Monte Stello è una collina dell'isola d'Elba.

## Descrizione
Situata nella parte occidentale dell'isola, presso Fetovaia, raggiunge un'altezza di 190 metri sul livello del mare.
Il toponimo Monte Stello, attestato dal 1820, deriva dal latino hostellum («riparo»). Localmente è anche noto come Colle allo Stello.